# Rosie Tapner
Rosie Tapner (16 de octubre de 1996) es una modelo británica.

## Origen
Tapner, la hija del banquero Rory Tapner, es de Hertfordshire, y fue educada en el Downe House School, en Cold Ash, Berkshire, graduándose en 2014. Tapner ha participado en eventos de hípica, y en julio de 2014, fue elegida embajadora de la British Equestrian Federation.

## Carrera
Tapner fue descubierta por Storm Model Management en 2011 en el Birmingham Clothes Show Live, y poco después, a la edad de 15 años, se convirtió en rostro de la campaña 2012 de Balenciaga. Desde entonces ha afigurado en campañas de Topshop, Selfridges, Chloé, Burberry, y ha figurado en Numéro, Pop, Vogue, W, y LOVE. Tapner ha desfilado para diseñadores como Giles Deacon, Michael van der Ham, Todd Lynn, y Nicolas Ghesquière, y ha sido fotografiada por Steven Meisel.
Tapner ha sido comparada con la también modelo británica Cara Delevingne, y en febrero de 2014, el Daily Mail se refirió a Tapner como la "nueva Cara Delevingne".